# Holarchaea
Holarchaea is een spinnengeslacht uit de familie Anapidae.

## Soorten
- Holarchaea globosa Hickman, 1981
- Holarchaea novaeseelandiae Forster, 1949